# Victorí Anguera Sansó
Victorí Anguera Sansó   (Palma, 5 d'abril de 1933 - Madrid, 28 de setembre de 2010) va ser un polític i advocat mallorquí.
Va néixer a Palma el 1933. Llicenciat en dret a la Universitat de Barcelona, va ingressar per oposició al Cos d'Inspectors de Treball i de la Seguretat Social. Fou destinat com a Inspector de Treball a Guipúscoa, Ceuta i Melilla. Va participar en la redacció de la Llei de la Seguretat Social de 1966 i fou delegat del Ministeri de Treball a Castelló de la Plana, València i Barcelona. Conseller nacional del Movimiento, va ser procurador en les Corts franquistes entre 1967 i 1977. Nomenat el 24 de novembre de 1969 governador civil de Girona; va prendre possessió del càrrec, així com del de cap provincial del Moviment, el 2 de desembre. També exerciria durant la Transició el càrrec de subsecretari de Seguretat Social. Retirat de la política en 1978, es va bolcar en l'advocacia. Va morir el 28 de setembre de 2010 a Madrid.